# Angélica (1995)
Angélica é o oitavo álbum de estúdio da apresentadora e cantora brasileira Angélica, lançado em 1995 pela gravadora  Columbia (atual Sony Music Brasil). O álbum, que foi o último da artista a ser lançado em formato LP, apresenta um repertório cuidadosamente elaborado para agradar tanto ao público infantil quanto ao adolescente. Nesse sentido, Angélica adotou um visual mais maduro, e a divulgação incluiu uma turnê que começou no Palladium, uma casa de shows de São Paulo. 
A sonoridade é predominantemente dançante, incluindo composições de Evandro Mesquita, como "Beijos de Cinema", e conta com a participação especial do cantor Latino, que estava em destaque na época. As faixas, destacam-se "Vou Ficar" e "Sonhos", que tiveram boa repercussão nas rádios brasileiras.
Com vendas que superaram as 120 mil cópias, Angélica consolidou-se como um sucesso comercial, reforçando a presença da artista tanto na música quanto na televisão brasileira.

## Produção e gravação
O álbum contou com a participação de uma equipe talentosa e diversificada de profissionais da música. A direção artística foi conduzida por Miguel Plopschi, enquanto a coordenação artística ficou a cargo de Dalmo Beloti. A produção foi realizada por Augusto Cesar e Chico Roque.
Os arranjos e a programação foram realizados por DJ Cuca e Humberto Mello, que também contribuíram nos teclados. Cyro Telles e Periquito tocaram teclados e piano, respectivamente, com Periquito também contribuindo nas cordas. Zé Canuto no saxofone alto, e Milton Guedes no solo de gaita.
O repertório foi cuidadosamente elaborado para atender tanto ao público infantil quanto ao adolescente. O trabalho é predominantemente dançante e inclui composições de Evandro Mesquita, como "Beijos de Cinema". Conta com a participação do cantor Latino, que na época estava em evidência com sucessos como "Me Leva", ele e a cantora fazem um dueto na faixa "Sonhos". Para o público infantil, há faixas como "A Dança das Horas" e "A Festa dos Insetos".
Para o projeto a artista também mudou o seu visual. Na seção Show Mix, do jornal A Tribuna, edição de 2 de novembro, o colunista escreveu que a cantora "aposentou seu visual de adolescente, puxou os cabelos para trás e se mostra de rosto inteiro na capa de seu novo disco". A capa e o figurino foram desenhados por Guiga Soares, com Carlos Nunes responsável pelo projeto gráfico. Ronald Pimentel cuidou da maquiagem e do cabelo, enquanto as fotografias foram feitas por Marcelo Faustini.

## Lançamento e divulgação
Antes do lançamento do álbum, em 27 de abril, o jornalista Carlos Eduardo Oliveira, do jornal Folha de Boa Vista, informou que em junho a cantora estaria gravando as canções de seu oitavo álbum, com faixas no estilo dance. Posteriormente, alguns veículos de comunicação informaram que a cantora estava aprendendo  aprendendo japonês para incluir uma canção no idioma em um novo disco. De acordo com o jornal Folha de Boa Vista, dez canções comporiam o trabalho que seria lançado no Japão, pela gravadora BR-Zico, uma empreitada do ex-jogador de futebol Zico. Tal projeto não chegou a ser lançado.
Após seu lançamento, como forma de divulgação, a cantora iniciou uma turnê que teve início no Palladium, em São Paulo. Na casa de eventos, fez shows nos dias 23, 24 e 30 de setembro, e depois em 1 de outubro, em 1995.

## Singles
"Vou Ficar" foi o primeiro e único single a ser lançado e enviado para as rádios em um disco promocional.
"Sonhos" um dueto entre a cantora e o cantor brasileiro Latino, chegou a tocar nas rádios, além de ter ganhado um videoclipe promocional. Segundo o jornal Folha de Boa Vista, "Vou Ficar" e "Sonhos" foram bem executadas nas rádio brasileiras.

## Desempenho comercial
Seguindo o êxito de seus sete álbuns de estúdio anteriores que ultrapassaram a marca de 100 mil cópias, Angélica atingiu vendas de 120 mil até março de 1997, o que o tornou elegível a um disco de ouro.

## Lista de faixas
- Créditos adaptados do CD Angélica, de 1995.[3]

| N.º | Título                | Compositor(es)                                       | Participação especial | Duração |  |
| 1.  | "Vou Ficar"           | Chico Roque / Paulo Sérgio Valle                     | —                     | 3:56    |  |
| 2.  | "Beijos de Cinema"    | Antônio Pedro / Evandro Mesquita / William Forghieri | —                     | 4:01    |  |
| 3.  | "Bumerangue"          | Michael Sullivan / Karla Aponte                      | —                     | 4:14    |  |
| 4.  | "A Dança das Horas"   | Prêntice / Ronaldo Monteiro de Souza                 | —                     | 3:48    |  |
| 5.  | "Rap da Paquera"      | Dalmo Beloti / Carlos Colla                          | —                     | 4:19    |  |
| 6.  | "Pagando Mico"        | Chico Roque / Sérgio Caetano                         | —                     | 3:47    |  |
| 7.  | "Sonhos"              | Latino                                               | Latino                | 4:26    |  |
| 8.  | "A Festa dos Insetos" | Reinaldo Arias / Carlos Colla                        | —                     | 3:39    |  |
| 9.  | "Esperando Nada"      | Antônio Vega / Paulo Sérgio Valle                    | —                     | 4:17    |  |
| 10. | "Rap do Picolé"       | Prêntice / Ronaldo Monteiro de Souza                 | —                     | 3:02    |  |
| 11. | "Bem-Me-Quer*"        | Carlos Conceição / Rubinho                           | —                     | 3:51    |  |
| 12. | "Aposto em Você"      | Augusto César / Paulo Sérgio Valle                   |                       | 3:40    |  |
| 13. | "Um Reggae de Amor"   | Augusto César / Carlos Colla                         | —                     | 3:34    |  |
| 14. | "Passarê"             | Cid Guerreiro                                        | —                     | 4:17    |  |

* Faixa bônus no CD e K7

## Certificações e vendas
| País   | Certificação | Data | Vendas estimadas |
| ------ | ------------ | ---- | ---------------- |
| Brasil | Ouro         | 1995 | 120,000          |